# Пікота (Перу)
Пікота (ісп. Picota) — місто в Перу, адміністративний центр провінції Пікота.

## Географія
Лежить у Північному Перу на річці Уайяґа (басейн Мараньйону).

### Клімат
Місто знаходиться у зоні, котра характеризується вологим тропічним кліматом. Найтепліший місяць — січень із середньою температурою 26.9 °C (80.4 °F). Найхолодніший місяць — липень, із середньою температурою 25.3 °С (77.5 °F).
| Клімат Пікоти           | Клімат Пікоти | Клімат Пікоти | Клімат Пікоти | Клімат Пікоти | Клімат Пікоти | Клімат Пікоти | Клімат Пікоти | Клімат Пікоти | Клімат Пікоти | Клімат Пікоти | Клімат Пікоти | Клімат Пікоти | Клімат Пікоти |
| Показник                | Січ.          | Лют.          | Бер.          | Квіт.         | Трав.         | Черв.         | Лип.          | Серп.         | Вер.          | Жовт.         | Лист.         | Груд.         | Рік           |
| Середня температура, °C | 26,9          | 26,5          | 26,3          | 26,1          | 26,1          | 25,5          | 25,3          | 26            | 26,5          | 26,8          | 26,8          | 26,9          | 26,3          |
| Норма опадів, мм        | 98.4          | 87.1          | 144.8         | 129.5         | 85            | 73.3          | 58.9          | 68.7          | 100.5         | 117.5         | 97.7          | 69.8          | 1131.2        |
| Днів з опадами          | 16,5          | 16,4          | 16,7          | 14,5          | 13,4          | 10,7          | 11            | 8,9           | 11,8          | 14,2          | 14,4          | 15,3          | 163,8         |
| Вологість повітря, %    | 75.2          | 76.2          | 79.5          | 80.4          | 80.2          | 79.2          | 77.4          | 74.4          | 75.4          | 77            | 76.4          | 75.7          | 77.3          |
| ----------------------- | ------------- | ------------- | ------------- | ------------- | ------------- | ------------- | ------------- | ------------- | ------------- | ------------- | ------------- | ------------- | ------------- |
| Джерело: Weatherbase    |               |               |               |               |               |               |               |               |               |               |               |               |               |